# Mikekarácsonyfa
Mikekarácsonyfa község Zala vármegyében, a Lenti járásban. Mikefa és Karácsonyfa települések egyesítésével jött létre 1941-ben.

## Fekvése
A Zalai-dombság területén, ezen belül a Göcsejben fekszik, négy kilométerre délre a tájegység központjának számító Novától. Lankás dombok veszik körül, a környéken sok az erdő. A települést a Cserta patak szeli ketté: Mikefa a bal (keleti), Karácsonyfa a jobb (nyugati) parti oldalra esik.
A közvetlenül határos települések: északkelet felől Zalatárnok, kelet és délkelet felől Gutorfölde, dél felől Csertalakos, délnyugat felől Zebecke, nyugat és északnyugat felől pedig Nova. A legközelebbi város a járási székhely, Lenti, 18 kilométerre nyugatra, míg a megyeszékhely, Zalaegerszeg 34 kilométerre fekszik északkeleti irányban. 

### Megközelítése
Közúti megközelítése három irányból lehetséges: északról Nova, délnyugatról Csömödér-Kissziget-Zebecke, délkeletről pedig Gutorfölde-Csertalakos irányából. A Gutorföldétől induló 7546-os út mindkét településrészen végighúzódik, a Nova-Csömödér közti (a 75-ös főútból kiágazó) 7547-es út Karácsonyfa nyugati szélén halad el.
Közigazgatási területének északi szélét érinti még maga a 75-ös főút is – mely a Balaton térségétől (Keszthelytől) húzódik Lenti térségéig, így az ország távolabbi részei felől ez a legfontosabb megközelítési útvonala –, a községet azonban a főúttal közvetlenül csak mezőgazdasági utak kapcsolják össze.
Vasútvonal nem érinti, a legközelebbi vasúti csatlakozási lehetőséget a Zalaegerszeg–Rédics-vasútvonal Ortaháza megállóhelye kínálja, bő 4 kilométerre délre.

## Története
A mai Mikekarácsonyfa két település, Mikefa és Karácsonyfa egyesítéséből jött létre 1941-ben. A fa végződés egykor mindkét névben falva volt, amely – a tájra jellemző módon – a 17. századra lerövidült. Mikefát először 1381-ben Mikefalua néven említik az ismert írott források, a rövidült névalak 1773-ban fordul elő először. Karácsonyfa egy 1211-ből származó iratban Karasun néven fordul elő, 1549-ben Karachonfalwaként írtak róla, majd 1612-ben már ez a név is röviden, Karachonfa formában jelenik meg. Mindkét község neve személynévből ered: Mike a Miklós (esetleg a Mihály) becézett formája volt, Karácsony pedig az ünnep nevéből származó név..
Karácsonyfa a források szerint 1394-ben a veszprémi püspökséghez tartozott, 1778-ban viszont a szombathelyi püspökség tulajdonába került. A török időkből származó iratokból kiderül, hogy a falu jobbágyai sokat szenvedtek a szécsiszigeti várkapitánytól. Előfordult, hogy három hétig tartott fogságban karácsonyfai lakosokat, mert nem akartak palánkfát hordani a várhoz. Mikefán a 16. században több nemesi família is élt, például a Czigány, a Geráth, a Garázda és a Lóránt család.
A két településről összesen tizenöten vettek részt az 1848–49-es szabadságharcban. Az ezt követő évtizedek fontos eseménye volt, hogy Mikefán 1895-ben megkezdte működését az első iskola, egy tanítóval. A falunak nagy jelentőséget adott a közeli Csertán épült vízimalom, mert itt őrölték a szomszédos falvak gabonáját.
A polgári közigazgatás korában, a kiegyezés utáni időktől 1950-ig Karácsonyfa és Mikefa egyaránt a novai körjegyzőséghez tartozott, ugyanott vezették anyakönyvüket is az állami anyakönyvezés bevezetésétől (1895). A második világháborúban több falubeli is életét vesztette. Karácsonyfa és Mikefa 1941-ben egyesült.
1950-ben, a tanácsrendszer bevezetésekor az ország legtöbb községéhez hasonlóan Mikekarácsonyfán is önálló községi tanács alakult. Ez 1970-ig működött, attól kezdve a tanácsrendszer megszűnéséig Novával és Barlahidával közös tanácsa volt a falunak, melynek székhely Nován volt.
1990-ben önálló önkormányzat jött létre minden községben, és Mikekarácsonyfa a következő tíz évben ismét önálló közigazgatással rendelkezett, 2000-től azonban Barlahidával körjegyzőséget alkot, ottani székhellyel. A népesség a legtöbb Zala megyei faluhoz hasonlóan csökkent az elmúlt évek során, bár a betelepülők száma is egyre nagyobb. Ma közel 300 fő él a községben.

## Közélete

### Polgármesterei
- 1990–1994: Czigány Gyula (független)[8]
- 1994–1998: Czigány Gyula (független)[9]
- 1998–2002: Ifj. Szabó József (FKgP)[10]
- 2002–2004: Ifj. Szabó József (független)[11]
- 2004–2006: Szabó Józsefné (független)[12]
- 2006–2010: Szabó Józsefné (független)[13]
- 2010–2014: Szabó Józsefné (független)[14]
- 2014–2019: Szabó Józsefné (független)[15]
- 2019–2024: Farkas Ferenc (független)[16]
- 2024– : Pető Sándor (független)[1]

A településen 2004. július 11-én időközi polgármester-választást tartottak, az előző polgármester halála miatt.

## Népesség
A település népességének változása:
| Lakosok száma | 277  | 276  | 262  | 356  | 289  | 310  | 321  |
|               | 2013 | 2014 | 2015 | 2021 | 2022 | 2023 | 2024 |

A 2011-es népszámlálás idején a nemzetiségi megoszlás a következő volt: magyar 89,6%, cigány 7,7%, német 2%. A lakosok 78,8%-a római katolikusnak, 2,2% reformátusnak, 9,3% felekezeten kívülinek vallotta magát (7,8% nem nyilatkozott).
2022-ben a lakosság 78,5%-a vallotta magát magyarnak, 6,2% cigánynak, 2,8% németnek (19,7% nem nyilatkozott; a kettős identitások miatt a végösszeg nagyobb lehet 100%-nál). Vallásuk szerint 44,6% volt római katolikus, 2,4% református, 2,1% görög katolikus, 1,4% evangélikus, 0,3% egyéb keresztény, 0,7% egyéb katolikus, 14,2% felekezeten kívüli (34,3% nem válaszolt).

## Nevezetességei
- A falu legkiemelkedőbb látnivalója a Hétfájdalmas Szűz Mária templom, amelyet 1994. október 9-én szenteltek fel. Az építkezés 1993 augusztusában kezdődött. A Karácsonyfáról elköltözött Gróf Károly ajánlotta fel régi házát, amelyet a helybeliek társadalmi munkával szétbontottak. A ház tégláiból készültek el a falak, amelyekre az önkormányzat által adott nyírfákból ácsolták a tetőzetet. A szombathelyi püspökség anyagi támogatásával segítette a templom megépítését.[4]
- A településen egy tó, körülötte pedig egy park is található.[20]